# Cordilleras Muskwa
Las cordilleras Muskwa son un grupo de cordilleras en el norte de la Columbia Británica, Canadá. Forman parte de la sección de las Rocosas del Norte de las Montañas Rocosas y están limitadas al oeste por la Fosa de las Montañas Rocosas y al este por las estribaciones de las Montañas Rocosas. Están delimitadas al norte por el río Liard y al sur por el Peace Reach del embalse del lago Williston (antes el río de la Paz), al sur del cual la siguiente agrupación principal de las Rocosas es la cordillera Hart. 
Las cordilleras Muskwa cubren una superficie de 97.388 kilómetros cuadrados y se extiende por 424 kilómetros de norte a sur.

## Montañas y picos
1. Monte Ulises - 3024 m
2. Monte Sylvia - 2940 m
3. Monte Lloyd George - 2938 m
4. Gran Pico de la Roca - 2929 m
5. Monte Roosevelt - 2814 m
6. Gran Montaña de Nieve - 2813 m
7. Monte Peck- 2807 m
8. Pico Churchill - 2770 m
9. Montaña Yedhe - 2717 m
10. Pico Gataga - 2533 m

## Subcordilleras
- Cordillera de los Líderes Aliados
- Cordillera Akie
- Cordillera de la Batalla Británica
- Cordillera de los Desiertos
- Cordillera Gataga
- Cordillera Italia
- Meseta del Conejo
- Cordillera Centinelas
- Cordillera Piedras
- Cordillera Terminal
- Cordillera Tochieka
- Cordillera Torre de Londres
- Cordillera Truncada